# Hugh Foss
Hugh Rose Foss (13 mai 1902 – 23 décembre 1971) est un cryptanalyste britannique.

## Biographie
Foss est né à Kobe, Japon, où son père, missionnaire, est évêque. Foss y apprend le japonais dans son enfance. Il fait ses études à Marlborough College and Christ's College, Cambridge.
En décembre 1924, Foss entre à la Government Code & Cipher School, GC&CS.
Foss se rappelle avoir entendu parler de deux versions de l'Enigma en 1926 : le grand modèle B, non réciproque, et le petit modèle indice C. En 1927 Edward Travis lui donne à examiner une petite machine réciproque.
Foss écrit un article, "The Reciprocal Enigma", sur la résolution de l'Enigma sans tableau de connexions : « À condition que le câblage soit connu, un crible de quinze lettres donne l'identité et le réglage du rotor de droite ; si le câblage est inconnu, un crible de 180 lettres donne le câblage des rotors de droite et du milieu. »
Développé par les armées allemandes, le petit modèle C est également à l'origine de la machine Typex des Britanniques.
En septembre 1934, Foss et Oliver Strachey cassent le chiffre JNA (Japanese Naval Attaché), utilisé dans les ambassades.
Le 8 mai 1940, Foss brise une clef Enigma. En l'honneur de cet exploit, le 8 mai devient "le Jour de Foss".
À Bletchley Park, Foss dirige la  Japanese Naval Section (Hutte 7) de 1942 à 1943.
En décembre 1944, Foss est affecté à Washington où il travaille aux chiffres japonais, avec des cryptographes de l'U.S. Navy. Il est rare que les cryptanalystes britanniques soient adoptés par leurs confrères d’outre-Atlantique. Grand, efflanqué, chaussé de sandales, barbe rousse hérissée, Foss est surnommé "Jésus Prêt-Bail" par les marins. On dit à Gordon Welchman que Foss a toute l'estime des Américains: « C'est l'un des plus brillants cryptographes du GC&CS ! »
Un papier de Foss, Reminiscences on Enigma, écrit en 1949, constitue le chapitre 3 de Action this Day.
Foss prend sa retraite du GCHQ en 1953. Il meurt chez lui Glendarroch  à St. John's Town of Dalry, Écosse, en 1971. Il est enterré au cimetière de Dalry.

## Danses écossaises
À l'heure du lunch, Foss répète des figures de danse écossaise, sa passion.
Il compose plusieurs danses écossaises, dont Fugal Fergus, John McAlpin, Polharrow Burn et The Wee Cooper O'Fife.
Plusieurs de ses danses ont été publiées dans son Glendarroch Scottish Dance Collection en 1966.